# Індикатори освіти
Індикатори освіти (англ. Educational indicators) — цифрові показники, що використовуються як орієнтири при розробці і моніторингу освітньої політики. 

## Мета
Моніторинг та оцінка результативності реалізації державної політики передбачає періодичне відстеження відповідних індикаторів на підставі наявних даних офіційної статистики, інформації органів державної влади та проведення на підставі даних моніторингу оцінки результативності виконання індикаторів шляхом порівняння отриманих результатів з їх цільовими значеннями.
Моніторинг та оцінка результативності реалізації державної політики проводяться з метою спостереження за процесом її реалізації, виявлення проблем розвитку та причин їх виникнення, підвищення ефективності управлінських рішень органів державної влади, визначених у стратегічних документах, які визначають державну політику у відповідній сфері.
Цей моніторинг проводиться шляхом визначення переліку відповідних індикаторів (показників), відстеження їх динаміки, підготовки та оприлюднення результатів такого моніторингу та включає зокрема моніторинг виконання індикаторів (показників) цілей документів, які визначають державну політику.

## Національні індикатори освіти України

### Національні освітні індикатори ефективності та якості загальної середньої освіти
Перелік національних освітніх індикаторів ефективності та якості загальної середньої освіти та методологія їх обрахунку затверджений Наказом Міністерства освіти і науки України.
У переліку 84 індикатори, які згруповані в 4 індикатори напрямів, зокрема:
- А. Ефективність навчальних закладів системи загальної середньої освіти — 13 індикаторів, об'єднаних в 3 групи;
- Б. Фінансові ресурси, що інвестуються в загальну середню освіту — 16 індикаторів, згрупованих в 5 груп;
- В. Доступ до освіти, участь у навчально-виховному процесі, перехід за освітніми рівнями — 20 індикаторів, згрупованих в 3 груп;
- Г. Навчально-виховний процес і організація процесу навчання — 35 індикаторів, згрупованих в 6 груп.[1]

Передбачається, що збір статистичних та фінансових даних і обрахунок зазначених освітніх індикаторів забезпечує Державна наукова установа «Інститут освітньої аналітики».[недоступне посилання з червня 2019]
Для вдосконалення робіт у цій сфері Міжнародним банком реконструкції та розвитку надано Грант № TF0A4096 «Проект зміцнення науково обґрунтованої розробки державної політики на основі освітньої статистики та аналітики», загальною вартістю 400 тис. дол. США, що проводиться у 2017 — 2019 рр. Міністерству освіти і науки України (виконавець — Інститут освітньої аналітики). [Архівовано 21 червня 2017 у Wayback Machine.]

### Освітні індикатори у моніторингу державної регіональної політики
Закон України «Про засади державної регіональної політики» надає наступні визначення щодо здійснення моніторингу та оцінки результативності реалізації державної регіональної політики:
- проводиться шляхом установлення переліку відповідних індикаторів, відстеження їх динаміки, підготовки та оприлюднення результатів такого моніторингу;
- документи, що визначають державну політику, повинні містити відповідні показники досягнення цілей, які можливо оцінити;
- перелік індикаторів затверджується урядом;
- проводиться шляхом збирання та аналізу показників, що характеризують стан реалізації Державної стратегії регіонального розвитку України, на основі офіційних статистичних даних та інформації центральних органів виконавчої влади;
- оцінка результативності політики проводиться шляхом періодичного відстеження, вимірювання і порівняння фактичних результатів з індикаторами досягнення визначених цілей та пріоритетів;
- проводяться щороку центральним органом виконавчої влади, що забезпечує формування державної регіональної політики, із залученням громадських об'єднань та наукових установ.[2]

У Порядку проведення моніторингу та оцінки результативності реалізації державної регіональної політики визначено 7 індикаторів розділу «Доступність та якість послуг у сфері освіти» щорічної оцінки соціально-економічного розвитку регіонів, зокрема:
1. Частка загальноосвітніх навчальних закладів денної форми навчання сільської місцевості, що використовують у навчально-виховному процесі комп'ютерну техніку, підключену до Інтернету, відсотків до загальної кількості таких закладів;
2. Частка випускників шкіл звітного року з атестатом про повну загальну середню освіту, відсотків до загальної чисельності осіб, прийнятих на початковий цикл навчання до вищих навчальних закладів III—IV рівня акредитації;
3. Чисельність дітей у дошкільних навчальних закладах у розрахунку на 100 місць, осіб;
4. Частка дітей сільської місцевості, для яких організовано підвезення до місця навчання і додому, відсотків до загальної кількості учнів, які того потребують;
5. Частка випускників загальноосвітніх навчальних закладів, які отримали за результатами зовнішнього незалежного оцінювання з української мови та літератури 160 балів і вище, відсотків до загальної кількості учнів, що проходили тестування з української мови та літератури;
6. Частка випускників загальноосвітніх навчальних закладів, які отримали за результатами зовнішнього незалежного оцінювання з іноземної мови 160 балів і вище, відсотків до загальної кількості учнів, що проходили тестування з іноземної мови;
7. Питома вага дітей, охоплених позашкільною освітою, відсотків до загальної кількості дітей шкільного віку.[3]

## Національні індикатори освіти інших країн

### Індикатори освіти Росії
Інститут статистичних досліджень і економіки знань Національного дослідницького університету «Вища школа економіки» випускає три серії статистичних збірників з аналізу розвитку освіти:
- «Индикаторы образования» (видавався у 2007, 2008, 2010, 2011, 2013 та 2016 роках). У збірнику надаються дані, що відображають рівень і динаміку основних індикаторів освіти в Російській Федерації. Збірник надає відомості про організації, що здійснюють освітню діяльність. Окремі розділи присвячено оцінці освітніх досягнень учнів, зв'язку освіти з ринком праці, фінансуванню освіти, контингенту здобувачів освіти, персоналу, умов навчання; надано міжнародні співставлення. Основні показники наводяться в розрізі федеральних округів і суб'єктів Російської Федерації.

Структура збірника 2016 року включає:
1. Освітній потенціал населення (16 індикаторів);
2. Освіта і ринок праці (19 індикаторів);
3. Фінансування освіти (36 індикаторів);
4. Контингент здобувачів освіти (52 індикатори);
5. Персонал освітніх закладів (69 індикаторів);
6. Умови навчання (59 індикаторів);
7. Міжнародні порівняння — 13 показників.[4]

- «Образование в Российской Федерации» (випускався у 2010, 2012, 2014 та 2015 роках), який містить дані, що забезпечують усесторонню характеристику рівня і тенденцій розвитку національної сфери освіти. Основні показники наведено в розрізі федеральних округів і суб'єктів Російської Федерації.

Структура збірника:
1. Вступ (система освіти Російської Федерації та основні показники освіти в РФ)
2. Демографічні характеристики і рівень освіти населення (8 індикаторів);
3. Фінансування освіти. Ціни на послуги в системі освіти (6 індикаторів федеральних видатків, 8 — видатків населення на освіту, 29 — видатків освітніх організацій, 2 — цін освітніх послуг);
4. Освіта і ринок праці (29 індикаторів);
5. Зайнятість і заробітна плата в освіті (9 показників щодо зайнятості, 50 — персоналу освітніх організацій, 12 — заробітної плати);
6. Матеріально-технічна база освіти (9 показників, характеризуючи інвестиції, основні фонди і їх введення в дію, 54 — матеріально-технічної бази освітніх організацій);
7. Інформаційні і комунікаційні технології (ІКТ) в освітніх організаціях (24 показники);
8. Загальна освіта (дошкільна освіта — 17 показників, начальна загальна, основна загальна, середня загальна освіта — 53 показники;
9. Додаткова освіта (9 показників);
10. Середня професійна освіта (підготовка кваліфікованих робітників, службовців — 16 показників, підготовка фахівців середньої ланки — 34 показника);
11. Вища освіта (підготовка бакалаврів, спеціалістів, магістрів — 39 показників, підготовка науково-педагогічних кадрів (аспірантура) — 15 показників);
12. Підготовка наукових кадрів (докторантура) — 11 показників;
13. Безперервна освіта — 7 показників;
14. Міжнародні порівняння — 14 показників.[5]

- «Образование в цифрах» (видавався у 2010, 2011, 2013, 2014 та 2016 роках). Збірник містить основні показники, що характеризують в динаміці розвиток загальної, середньої професійної і вищої освіти в Російської Федерації. Представлені ключові індикатори розвитку освіти в країнах ОЕСР.

Так у статистичний збірник «Образование в цифрах: 2016» мав наступну структуру:
1. Рівень освіти населення;
2. Фінансування освіти;
3. Організації, що здійснюють освітню діяльність;
4. Чисельність і склад здобувачів освіти;
5. Персонал освітніх закладів
6. Матеріально-технічна база освітніх закладів
7. Основні результати міжнародного дослідження вчителів TALIS 2013[6]

## Індикатори різних сфер освітньої діяльності

### Індикатори використання інформаційно-комунікаційних технологій в освіті
Інститут ЮНЕСКО з інформаційних технологій в освіті (UNESCO Institute for Information Technologies in Education) підготував посібники з індикаторів використання інформаційно-комунікаційних технологій в освіті.;

## Індикатори у міжнародних дослідженнях освітньої політики
Значну багаторічну роботу з порівняльних досліджень ефективності систем освіти різних країни проводить Організація економічного співробітництва та розвитку (ОЕСР), зокрема в рамках публікацій з 1998 року щорічних звітів Education at a Glance: OECD Indicators.  [Архівовано 25 квітня 2017 у Wayback Machine.]
ОЕСР підготовлений перелік відповідних освітніх індикаторів.